# Forastera blanca
Forastera blanca es una variedad de uva blanca (Vitis vinifera) única de las Islas Canarias. Su cultivo se concentra en la isla de La Gomera, donde se la conoce bajo el nombre de Forastera Gomera. Enológicamente es una de las variedades blancas más interesantes en Canarias, no ya sólo por su cultivo, sino por sus cualidades enológicas. Se obtienen vinos con un aroma característico, con bonitos tonos dorados, acidez interesante y, aunque se pueden obtener vinos jóvenes, bien elaborada, tiene una clara vocación de crianza.
Con anterioridad al RD 740/2015 se consideraba el término Doradilla como sinonimia de Forastera Blanca. Con posterioridad, aparecen ambos términos separados correspondientes a dos variedades distintas. Algunos Consejos Reguladores, en sus actualizaciones posteriores al citado RD, han reflejado la disociación de ambos términos; otros siguen manteniendo la dualidad en el nombre de la variedad.

## Caracterización agronómica
Tiene un racimo de tamaño medio, ya que cuando llega a la madurez pesa unos 234 gramos, y la baya una media de 2,6 g.
Se trata de una variedad con elevada compacidad del racimo, por lo que puede llegar a presentar problemas de podredumbre. No es muy sensible al resto de plagas y enfermedades.

## Caracterización Enológica
Según el estudio realizado por el ICIA Se trata de una variedad de maduración media. En el momento de madurez de la uva se obtiene un grado alcohólico probable de 13,7, una acidez total de 6,2 g/l y un pH de 3,1. El índice de calidad es bueno (5,4).